# Strymon setonia
Strymon setonia är en fjärilsart som beskrevs av Mcdunnough 1927. Strymon setonia ingår i släktet Strymon och familjen juvelvingar. Inga underarter finns listade i Catalogue of Life.